# 让娜爱之亭
让娜爱之亭 （法語：Pavillon d’Amour de la Reine Jeanne）是法国普罗旺斯-阿尔卑斯-蓝色海岸大区罗讷河口省村庄普罗旺斯地区莱博的一个点缀性小建筑，建于16世纪，文艺复兴风格。1905年列为法国历史古迹。
16世纪，普罗旺斯地区莱博的男爵奥诺雷·马丁和男爵夫人基克朗的让娜在花园里搭建了这个浪漫爱情的殿堂。

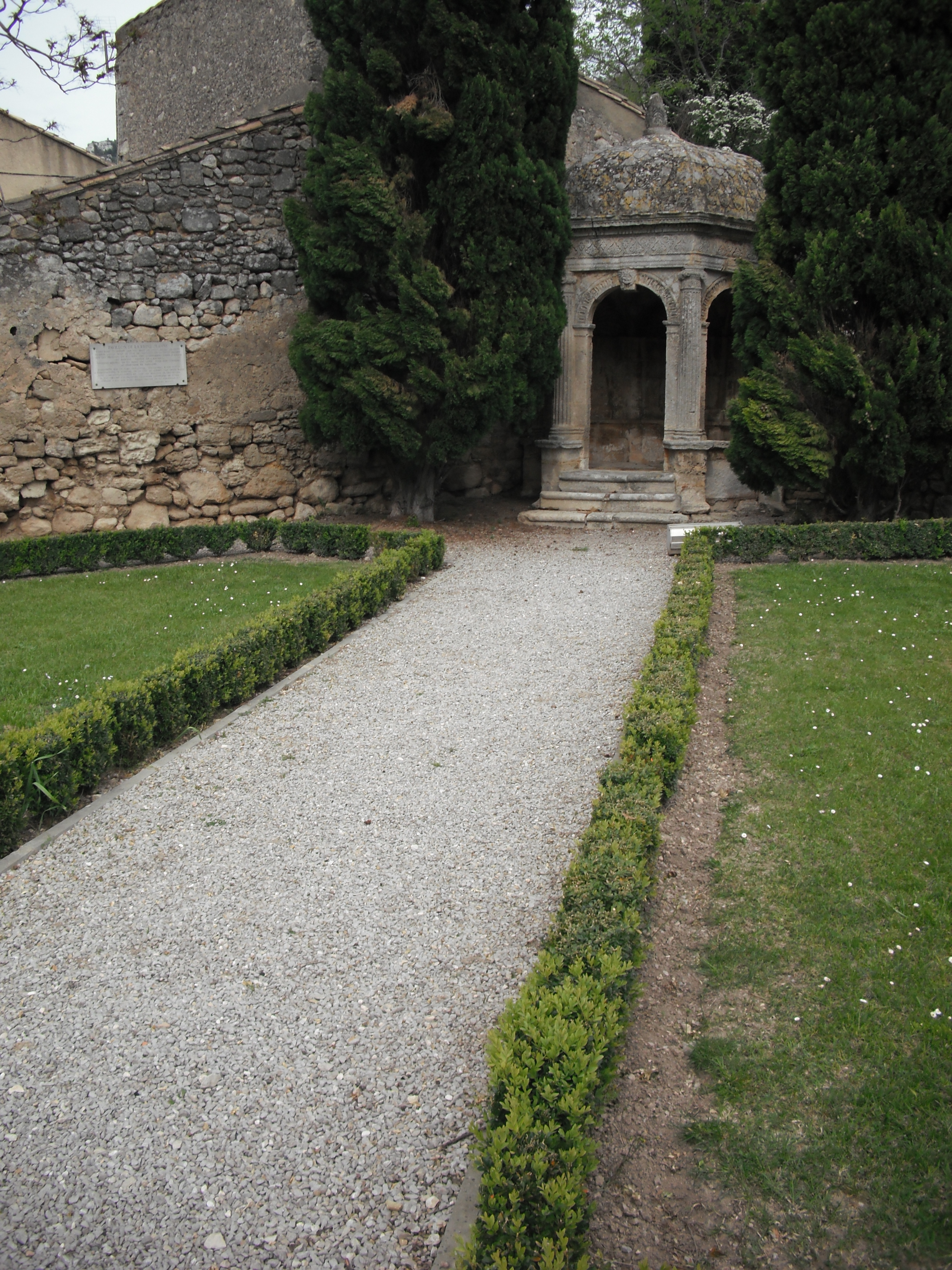
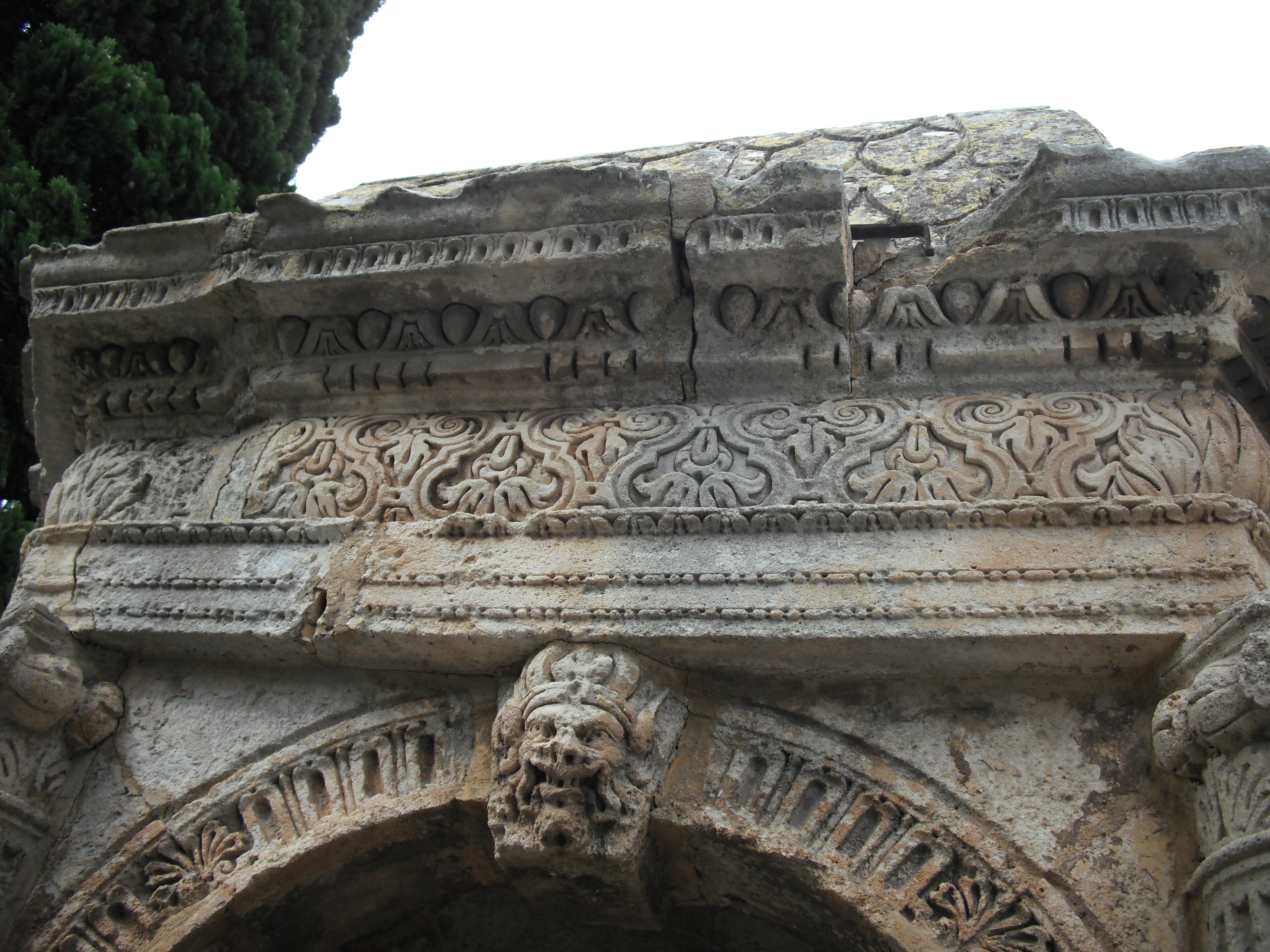
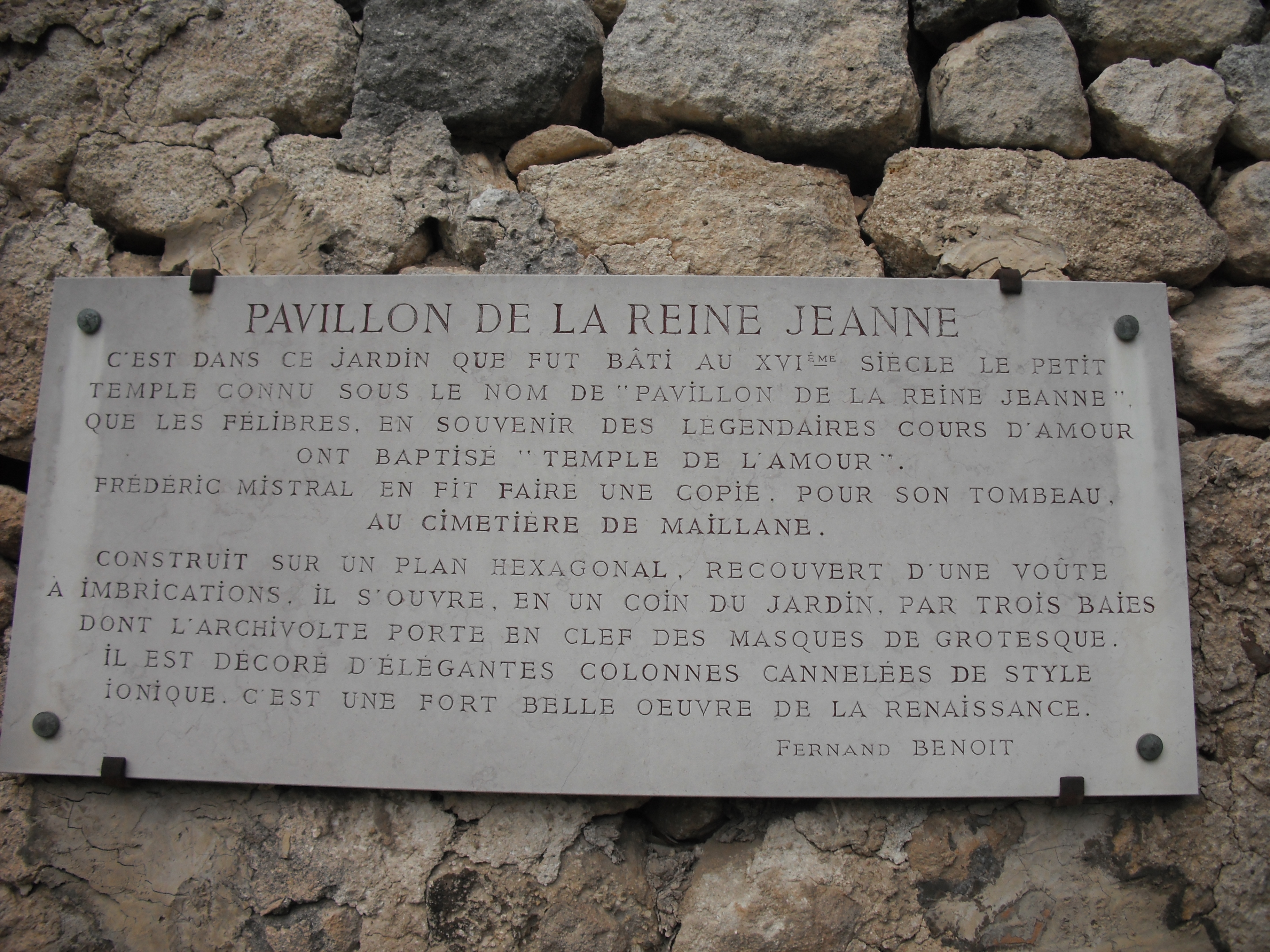
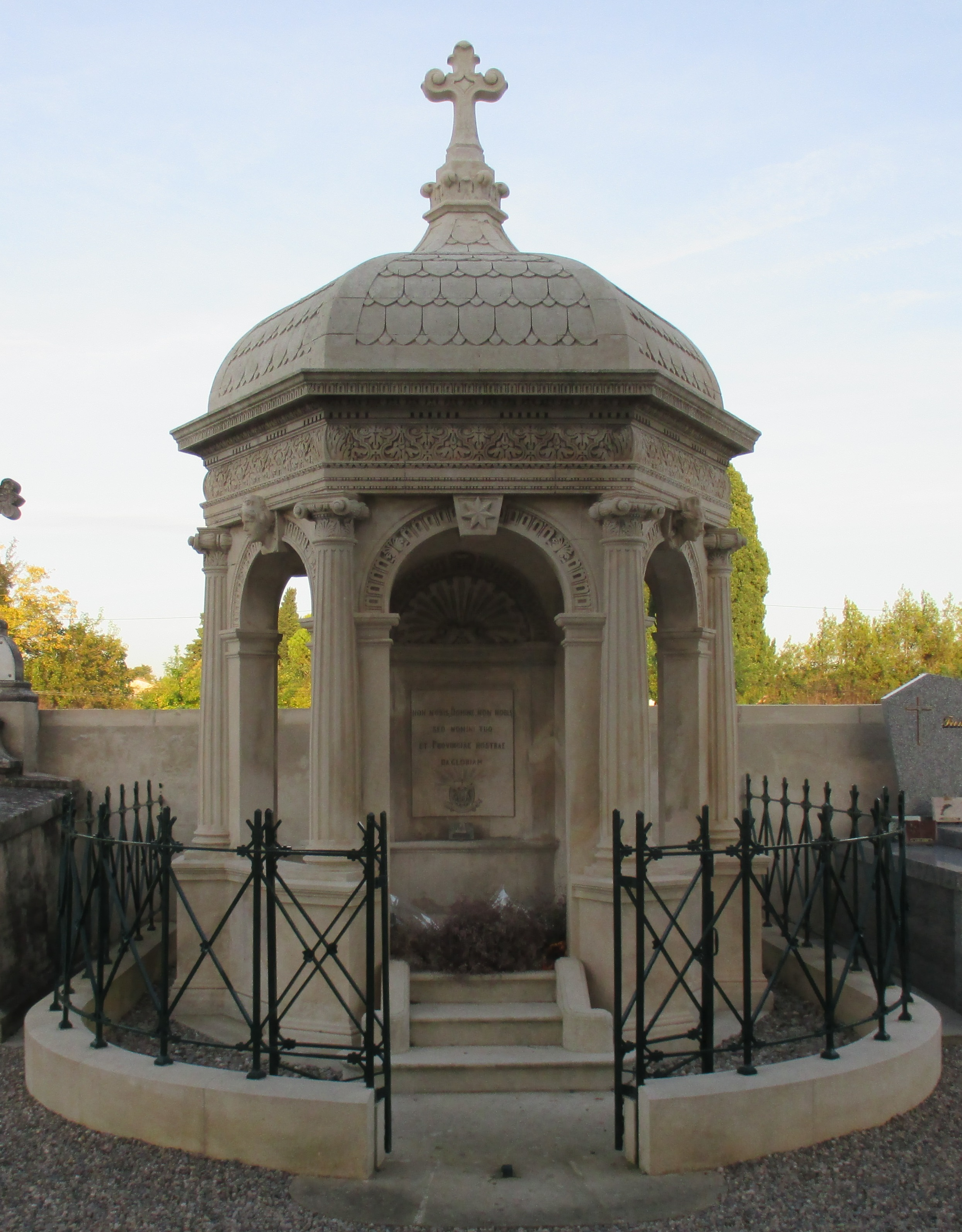
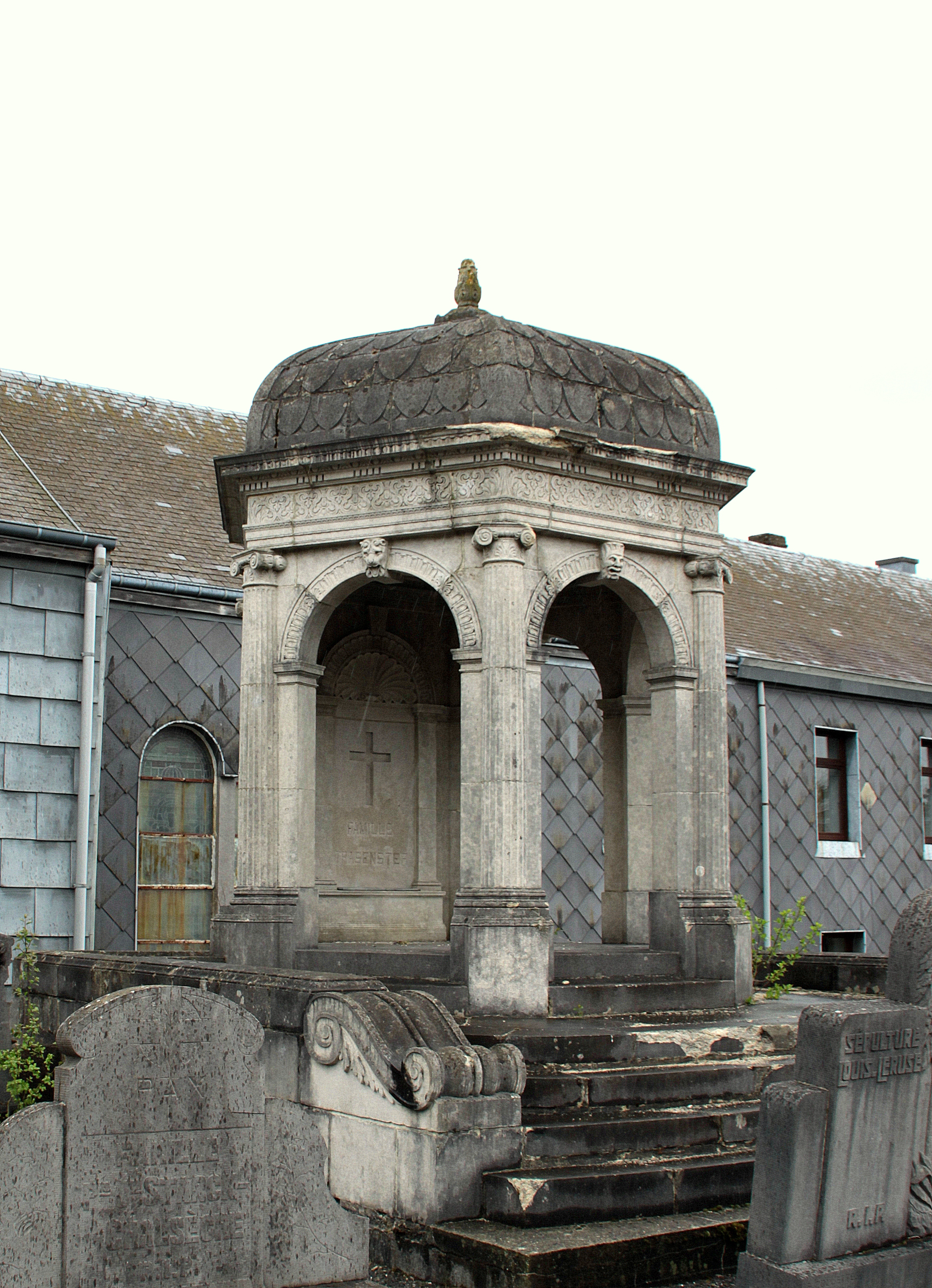